# Geumseong-myeon, Geumsan-gun
Geumseong-myeon (koreanska: 금성면) är en socken i kommunen Geumsan-gun i provinsen Södra Chungcheong i Sydkorea, 160 km söder om huvudstaden Seoul.